# Santa Gemma Galgani (título cardinalício)
Santa Gemma Galgani (em latim: Titulus Sanctæ Gemmæ Galgani) é um título cardinalício instituído em 30 de setembro de 2023 pelo Papa Francisco.
Sua igreja titular é Santa Gemma Galgani a Monte Sacro.

## Titulares protetores
- Stephen Ameyu Martin Mulla (desde 2023)